# باوارد
باوارد (به فرانسوی: Beuvardes) یک کمون در فرانسه است که در ان (ا-دو-فرانس) واقع شده‌است. باوارد ۱۵٫۶۶ کیلومتر مربع مساحت دارد ۱۰۱ متر بالاتر از سطح دریا واقع شده‌است.